# Borszyn Wielki (przystanek kolejowy)
Borszyn Wielki – nieczynny kolejowy przystanek osobowy w Borszynie Wielkim, w województwie dolnośląskim, w Polsce.